# EL Водолея
EL Водолея (лат. EL Aquarii) — двойная затменная переменная звезда типа W Большой Медведицы (EW) в созвездии Водолея на расстоянии приблизительно 1118 световых лет (около 343 парсеков) от Солнца. Видимая звёздная величина звезды — от +10,75m до +10,35m. Орбитальный период — около 0,4814 суток (11,554 часов).

## Характеристики
Первый компонент — жёлто-белая звезда спектрального класса F3V. Эффективная температура — около 6533 К.